# Route nationale 51 (Estonie)
Pour les articles homonymes, voir Route nationale 51.
La route nationale 51 (Tugimaantee 51) est une route nationale estonienne reliant Viljandi à Kuningamäe (en). Elle mesure 43,4 km.

## Tracé
- Comté de Viljandi
  - Viljandi
  - Peetrimõisa
  - Karula
  - Taari
  - Saarepeedi
  - Moori
  - Tõnissaare
  - Aimla (et)
  - Parika
  - Oorgu (et)
  - Vissuvere (en)
  - Eesnurga (en)
  - Kolga-Jaani
  - Taganurga (et)
- Comté de Jõgeva
  - Võisiku (en)
  - Väike-Kamari (et)
  - Kuningamäe (en)